# فرودگاه آبی دریاچه جرالدتن/هاتچیسن
فرودگاه آبی دریاچه جرالدتن/هاتچیسن (به انگلیسی: Geraldton/Hutchison Lake Water Aerodrome) یک فرودگاه خصوصی است که یک باند فرود آب دارد. این فرودگاه در شهر ناکینا کشور کانادا قرار دارد و در ارتفاع ۳۴۳ متری از سطح دریا واقع شده‌است.